# Operazione Berlin
Operazione Berlin fu il nome in codice della crociera compiuta, dal 22 gennaio al 21 marzo 1941, dai due incrociatori da battaglia tedeschi Scharnhorst e Gneisenau, durante la seconda guerra mondiale, alla ricerca di convogli alleati nell'Oceano Atlantico.

## La missione
La strategia dell'Alto comando navale tedesco nei primi due anni di guerra aveva mantenuto una condotta costante: la dispersione delle forze navali britanniche mediante l'invio di navi di linea, di navi mercantili armate e di U-Boot; l'Operazione Berlin rientrava in questa strategia, voluta dal Großadmiral Erich Raeder, allo scopo di intercettare il naviglio mercantile alleato mediante l'utilizzo di grandi navi di linea.
Il 24 gennaio 1941 prese il mare dal porto di Kiel una squadra navale, al comando dell'ammiraglio Günther Lütjens, composta dagli incrociatori da battaglia Scharnhorst e Gneisenau; della squadra dovevano fare parte anche la corazzata tascabile Admiral Scheer e l'incrociatore pesante Admiral Hipper, che erano di ritorno dalle rispettive crociere nell'Oceano Indiano e nell'Atlantico centrale dove quest'ultima avrebbe affondato, nella breve crociera avvenuta dal 2 al 14 febbraio, 7 dei 19 mercantili del convoglio SLS-64 al largo delle isole Azzorre, ma Erich Raeder, che già aveva posticipato l'inizio della missione, previsto nel dicembre 1940, intese accelerare le operazioni ed autorizzò la sortita dei due incrociatori da battaglia.

## La risposta inglese

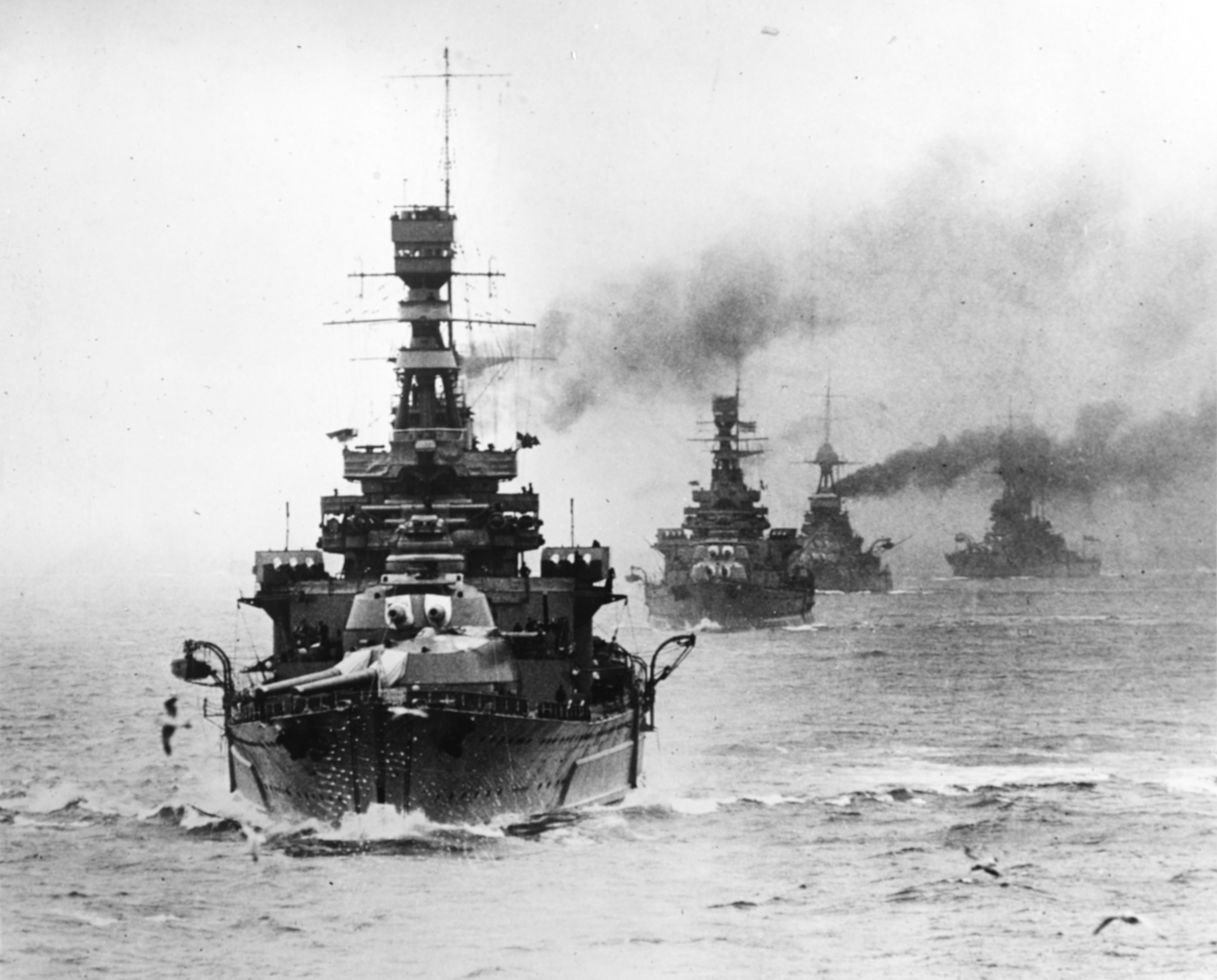
L'incrociatore HMS Renown e l'incrociatore da battaglia HMS Repulse

L'Ammiragliato della Home Fleet, comandata dall'ammiraglio Sir John Cronyn Tovey, informato dalla ricognizione aerea della partenza delle due navi tedesche, dette ordine di salpare ad una squadra, composta dagli incrociatori da battaglia HMS Repulse e HMS Renown, dalla corazzata HMS Nelson, più 11 cacciatorpediniere di scorta, per intercettarle.
L'ammiraglio Lütjens riuscì ad eludere la squadra inglese percorrendo la rotta che passava a sud dell'Islanda, diversamente da quella "usuale" che passava attraverso lo Stretto di Danimarca ma nella zona era stato comunque inviato in ricognizione l'incrociatore leggero HMS Naiad che, il 28 gennaio, avvistò la Scharnhorst e la Gneisenau ma, dopo che Tovey ne venne informato e che fu dato l'ordine alla squadra di convergere verso il punto di avvistamento, il contatto fu perso poiché, avendo Lütjens avvistato a sua volta l'incrociatore inglese, temendo la presenza di ulteriori unità nella zona, aveva invertito la rotta dirigendosi verso nord ed, aggirando l'Islanda, entrando nello Stretto di Danimarca e facendo il suo ingresso nell'Atlantico il 4 febbraio senza essere scoperto.

## Il convoglio HX-106

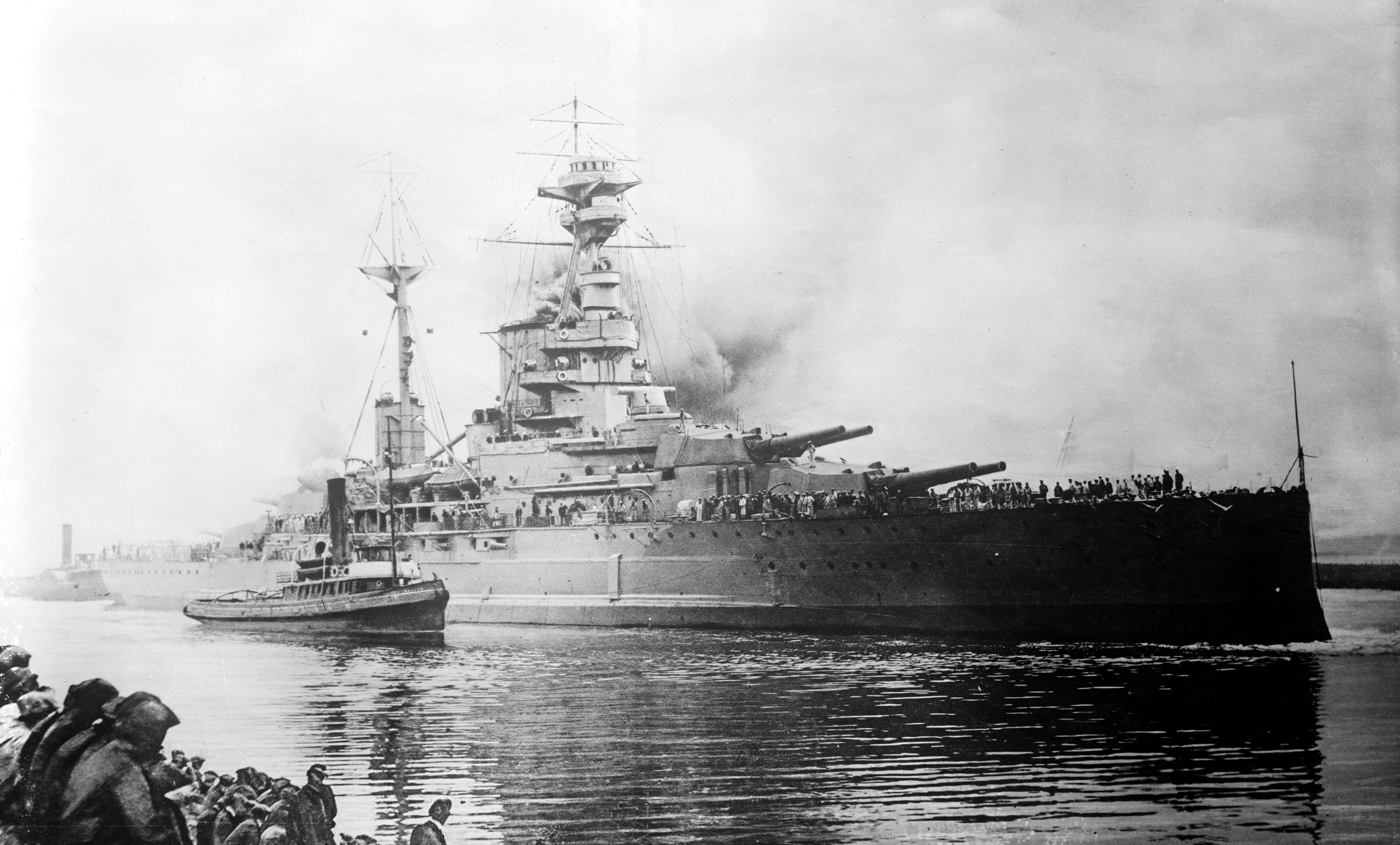
La corazzata HMS Ramillies

I due incrociatori da battaglia, dopo essersi riforniti da una nave appoggio in un punto a sud della Groenlandia, si posizionarono sulla rotta dei convogli provenienti da Halifax e l'8 febbraio fu avvistato il convoglio HX-106, un convoglio partito dal porto canadese di Halifax, nella Nuova Scozia, con destinazione Liverpool; Lütjens dispose le sue due unità in modo da attaccarlo, prendendolo in mezzo da nord e da sud, ma, poco prima che fosse dato l'ordine d'attacco fu avvistata la corazzata inglese HMS Ramillies che scortava il convoglio. L'ammiraglio, in ossequio alle disposizioni di Hitler che vietavano espressamente l'attacco da parte delle navi di superficie, nel caso in cui non vi fosse l'assoluta certezza della mancanza di portaerei alleate nella zona di operazioni, si allontanò dal convoglio e Tovey, avendo avvistato solo una delle due navi tedesche, dette ordine di pattugliare lo Stretto di Danimarca nella speranza di intercettarla, ritenendo erroneamente che si trattasse della Admiral Scheer sulla rotta di rientro, ed invece, dopo che le navi si furono nuovamente rifornite, fecero rotta verso Terranova alla ricerca di altri convogli.

## Il convoglio HX-111
A causa degli ordini del Führer che impedirono ai due incrociatori da battaglia l'attacco al convoglio HX-106, e di conseguenza l'ingaggio con la corazzata inglese, non fu possibile realizzare alcun affondamento ma alcuni giorni dopo, il 22 febbraio, le due navi di linea tedesche avvistarono un secondo convoglio, l'HX-111, che proveniva dall'Inghilterra, sulla rotta di ritorno verso i porti americani, privo di scorta; il convoglio fu attaccato e 5 mercantili furono affondati, con la perdita di 25 784 tonnellate di naviglio ma, dopo che fu lanciato il segnale di aiuto, le due navi fecero rotta verso sud.

## Il convoglio SL-67 e la fine della missione

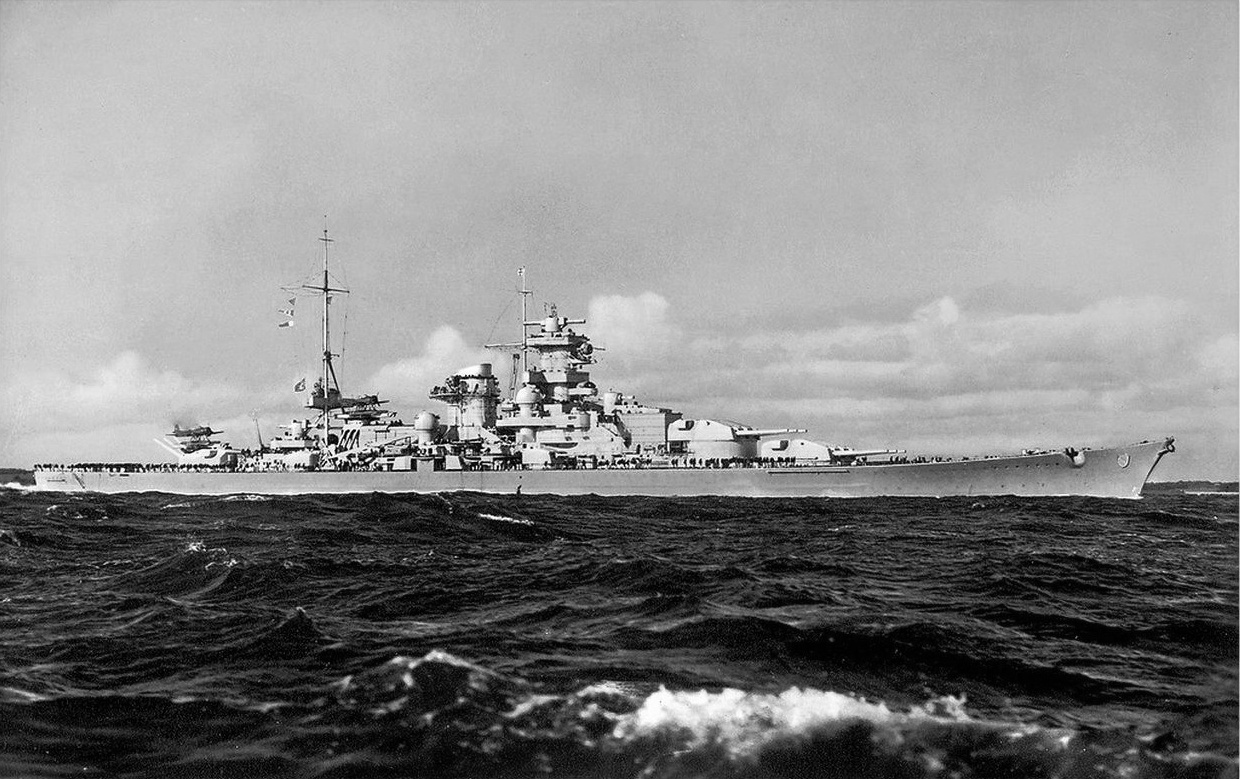
L'incrociatore da battaglia tedesco Scharnhorst

La direzione presa dai due incrociatori da battaglia tedeschi fu quella prevista per l'intercettazione dei convogli in partenza dall'Africa Occidentale Britannica ed il 7 marzo fu avvistato un terzo convoglio: si trattava dell'SL-67, ma ancora una volta, in ossequio alle direttive di Hitler, la presenza di una corazzata inglese, la HMS Malaya, fu sufficiente per fare rinunciare all'attacco la squadra tedesca che tuttavia segnalò la posizione del convoglio ai sommergibili che incrociavano in quelle acque.
Sganciatesi nuovamente a causa della presenza di una nave di linea inglese lo Scharnhorst ed il Gneisenau rimasero nell'Atlantico occidentale e riuscirono, dopo avere affondato un mercantile che navigava solitario, ad intercettare due convogli senza scorta, affondando con facilità 16 mercantili fino all'approssimarsi della corazzata inglese HMS Rodney, attirata probabilmente dai segnali di aiuto provenienti dalle navi da carico in fuga, che indusse allo sganciamento le due navi tedesche che si diressero verso il porto francese di Brest dove giunsero senza danni il 21 marzo, dopo avere percorso in totale circa 18 000 miglia ed affondato 22 mercantili.